# Isaac Romero
Isaac Romero Bernal (Lebrija, 18 maggio 2000) è un calciatore spagnolo, attaccante del Siviglia.

## Carriera
Romero è cresciuto nelle giovanili di Siviglia, Balón de Cádiz e Antoniano, con cui ha giocato nella quinta divisione andalusa dal 2017 al 2019.
L'8 luglio 2019 ha fatto ritorno al Siviglia che lo ha assegnato alla squadra C in Tercera División. Ha debuttato il 25 agosto contro il Pozoblanco e l'8 novembre ha segnato il suo primo gol contro il Puente Genil, portando la sua squadra sul 2-1 al 93'. Il 5 febbraio 2020 ha debuttato con la squadra riserve in Segunda División B contro il Cadice B ed il 17 gennaio 2021 ha segnato il suo primo gol in terza divisione decidendo la partita contro l'UCAM Murcia con un calcio di rigore all'89' che ha fissato il punteggio sul 3-2.
Il 12 agosto 2021 ha firmato il suo primo contratto professionistico con il club andaluso e l'11 gennaio 2024 è stato promosso in prima squadra dopo aver segnato 11 gol in 15 partite con le riserve. Ha esordito il 12 gennaio nell'incontro di Primera División perso 3-2 contro l'Alavés e quattro giorni dopo ha realizzato una doppietta in Coppa del Re contro il Getafe.

## Statistiche

### Presenze e reti nei club
Statistiche aggiornate al 18 gennaio 2025.
| Stagione                 | Squadra                  | Campionato               | Campionato | Campionato | Coppe nazionali | Coppe nazionali | Coppe nazionali | Coppe continentali | Coppe continentali | Coppe continentali | Altre coppe | Altre coppe | Altre coppe | Totale | Totale | Totale |
| Stagione                 | Squadra                  | Comp                     | Pres       | Reti       | Comp            | Pres            | Reti            | Comp               | Pres               | Reti               | Comp        | Pres        | Reti        | Pres   | Reti   |        |
| ------------------------ | ------------------------ | ------------------------ | ---------- | ---------- | --------------- | --------------- | --------------- | ------------------ | ------------------ | ------------------ | ----------- | ----------- | ----------- | ------ | ------ | ------ |
| 2017-2018                | Antoniano                | 5D                       | 9          | 0          |                 | -               | -               |                    | -                  | -                  |             | -           | -           | 9      | 0      |        |
| 2018-2019                | Antoniano                | 5D                       | 26         | 11         |                 | -               | -               |                    | -                  | -                  |             | -           | -           | 26     | 11     |        |
| Totale Antoniano         | Totale Antoniano         | Totale Antoniano         | 35         | 11         |                 | -               | -               |                    | -                  | -                  |             | -           | -           | 35     | 11     |        |
| 2019-2020                | Siviglia C               | TD                       | 13         | 8          |                 | -               | -               |                    | -                  | -                  |             | -           | -           | 13     | 8      |        |
| 2019-2020                | Siviglia Atlético        | SDB                      | 4          | 0          |                 | -               | -               |                    | -                  | -                  |             | -           | -           | 4      | 0      |        |
| 2020-2021                | Siviglia Atlético        | SDB                      | 21         | 4          |                 | -               | -               |                    | -                  | -                  |             | -           | -           | 21     | 4      |        |
| 2021-2022                | Siviglia Atlético        | PDR                      | 7          | 1          |                 | -               | -               |                    | -                  | -                  |             | -           | -           | 7      | 1      |        |
| 2022-2023                | Siviglia Atlético        | SF                       | 25         | 8          |                 | -               | -               |                    | -                  | -                  |             | -           | -           | 25     | 8      |        |
| 2023-2024                | Siviglia Atlético        | SF                       | 15         | 11         |                 | -               | -               |                    | -                  | -                  |             | -           | -           | 15     | 11     |        |
| Totale Siviglia Atlético | Totale Siviglia Atlético | Totale Siviglia Atlético | 72         | 24         |                 | -               | -               |                    | -                  | -                  |             | -           | -           | 72     | 24     |        |
| 2023-2024                | Siviglia                 | PD                       | 14         | 4          | CR              | 2               | 2               |                    | -                  | -                  |             | -           | -           | 16     | 6      |        |
| 2024-2025                | Siviglia                 | PD                       | 17         | 2          | CR              | 1               | 1               |                    | -                  | -                  |             | -           | -           | 18     | 3      |        |
| Totale Siviglia          | Totale Siviglia          | Totale Siviglia          | 31         | 6          |                 | 3               | 3               |                    | -                  | -                  |             | -           | -           | 34     | 9      |        |
| Totale carriera          | Totale carriera          | Totale carriera          | 151        | 49         |                 | 3               | 3               |                    | -                  | -                  |             | -           | -           | 154    | 52     |        |

## Palmàres

### Competizioni internazionali
- UEFA-CONMEBOL Club Challenge: 1

Siviglia: 2023